# 红星桥站
红星桥站位于中华人民共和国四川省成都市青羊区、金牛区、成华区、锦江区交界，府青路一段与建设北路一段交叉口，车站主体沿红星路-府青路布置，是成都地铁3号线的地铁车站，于2016年7月31日启用。因紧邻红星桥而得名。在建设过程中的工程名为“一号桥站”。

## 车站结构
红星桥站是一个岛式站台车站。
在建的17号线红星桥站为地下四层岛式站台车站，全长约218.2米，宽23.7米。

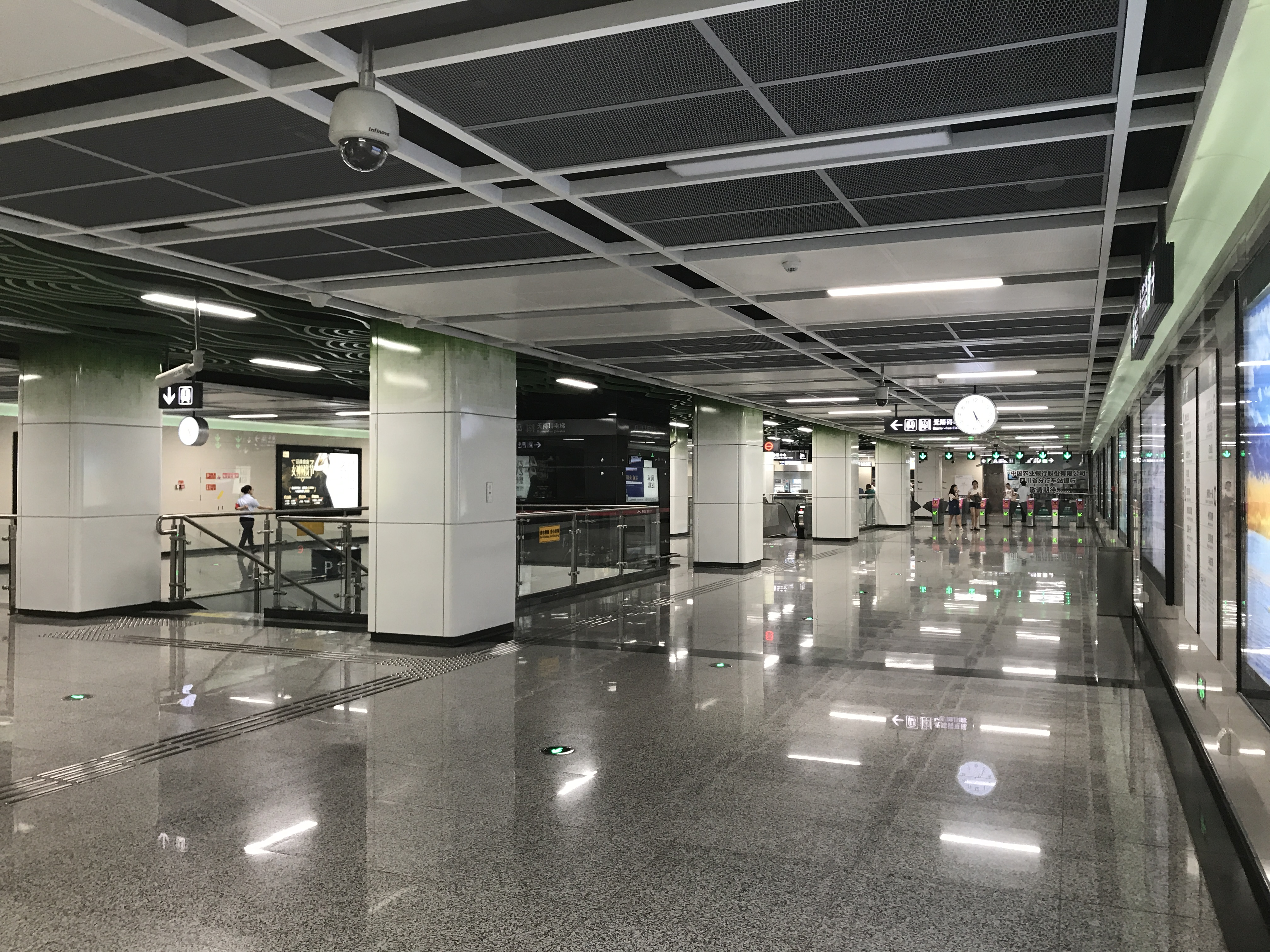
站厅层
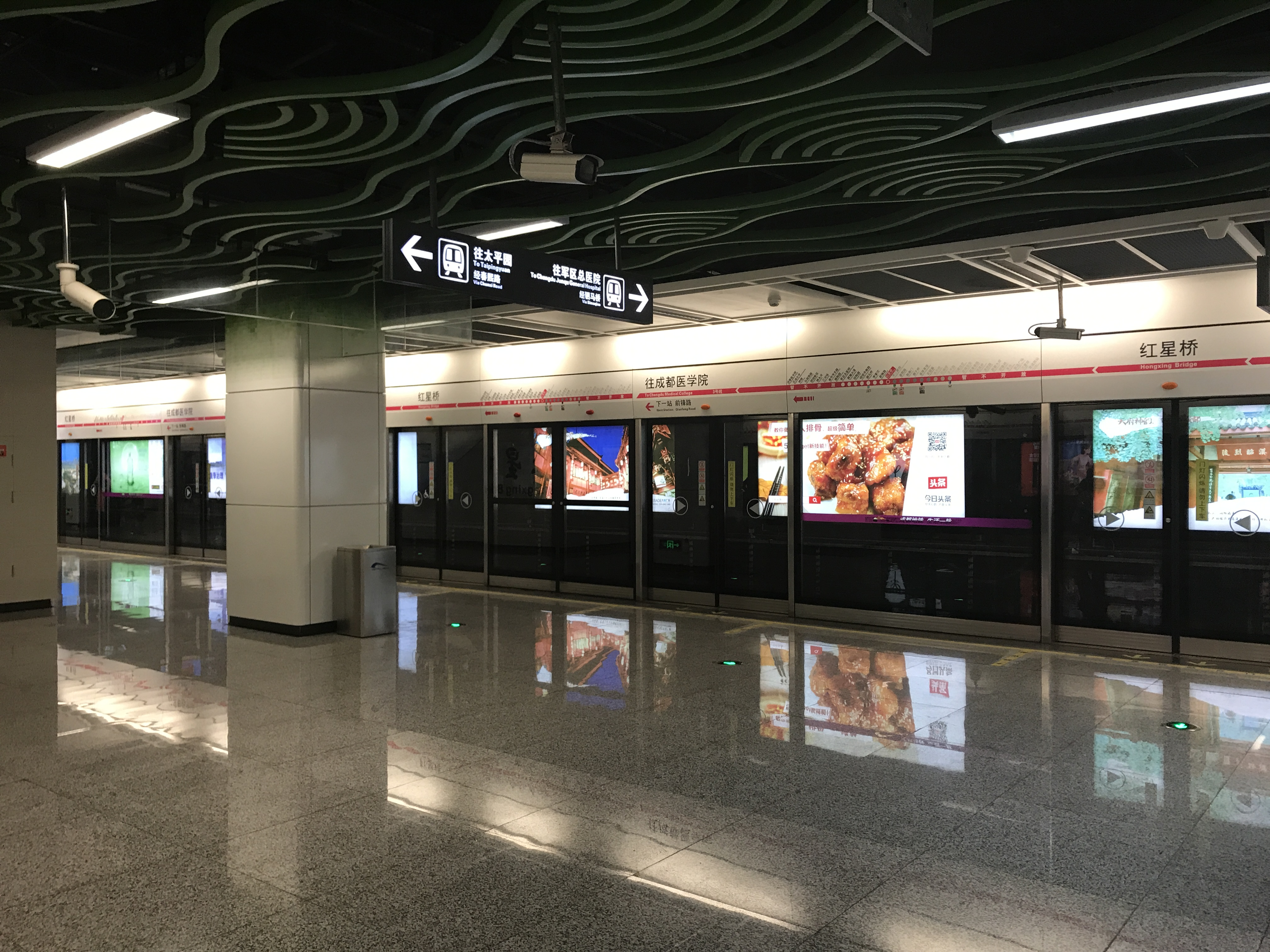
站台层

| 地面              | 0    | 出入口 |
| 地下一层          | 站厅 | 自助购票、客服中心                                                                                            |
| 地下二层          | 站台 | \| \| \| 3号线往成都医学院（前锋路） \| \| 島式 · 開左邊车门 \| \| \| \| \| \| 3号线往双流西站（市二医院） \| |
|                   |      | 3号线往成都医学院（前锋路）                                                                                   |
| 島式 · 開左邊车门 |      | |
|                   |      | 3号线往双流西站（市二医院）                                                                                   |

- 站厅层
- 站台层

## 内装与公共艺术
本站文化设计主题为“清波荡漾感受活水文化”。
红星桥“一桥跨四区”，锦江、成华、金牛、青羊四区边界在这里交会，交会点就在桥的北岸西北角，是成都城区唯一的一个“四交点”。该站采用水和水纹作为设计元素，将水的荡漾清波抽象为不同的符号，应用到天顶及柱面。红星桥站采用内陆河（湖）水的颜色，以绿色为主。。

## 出入口
本站目前开放4个出入口。
| 编号     | 设施         | 指示                                         | 照片 |
| -------- | ------------ | -------------------------------------------- | ---- |
|          | 无障碍卫生间 | 红星路一段、建设北路、游乐园滨河路、华星路   |      |
| 出口 · B | 无障碍电梯   | 府青路一段、建设北路一段、石油路             |      |
| 出口 · C |              | 府青路一段、外曹家巷、马鞍东路、星辉东路     |      |
| 出口 · D |              | 红星路一段、星辉东路、星辉东滨河路、大安东路 |      |

## 历史
- 2012年5月19日，3号线车站开始第一阶段打围[6]。
- 2012年6月1日，3号线车站开始第二阶段打围[7]。
- 2013年4月底至5月初，3号线车站主体结构封顶[1]。
- 2016年7月31日，红星桥站随3号线开通正式启用[2]。
- 2023年3月30日，17号线车站主体结构封顶[4]。

## 公交配套
7路、14路、28路、42路、45路、49路、61路、65路、159路、180路。